# Yohanan Aharoni
Yohanan Aharoni, född 1919, död 1976, var en israelisk arkeolog och forskare i gammaltestamentlig historia och geografi.
Aharoni var professor vid Tel Avivs universitet och grundläggare av dess arkeologiska institut. Han ledde utgrävningar i Ramat Rahel, Arad, Lakis och Beersheba och ledde fornminnesinventeringar i Negev och Galiléen. Aharoni har utövat ett omfattande författarskap inom sitt område.